# Idioma achagua
El idioma achagua (Axagua, Xagua) es una lengua de la familia arawak, hablada actualmente por el 65 % del pueblo indígena achagua que vive en las riberas del río Meta, en Puerto López, Meta (Colombia) y La Hermosa Casanare. Antiguamente los Achaguas estaban ubicados en la ciudad de Carora, Venezuela pero huyeron junto a los Caquetíos siguiendo las corrientes del Río Morere y el Río Tocuyo luego de que los españoles colonizadores de la época los sometieran en alrededor de 2000 casas de adoctrinamiento bajo las costumbres del Imperio Español.

## Sintaxis
El achagua es una lengua aglutinante, en la cual cada morfema nominal o verbal es modificado por sufijos que operan con marcas de género, número, tiempo, modo, vínculos entre actantes y de caso. 
Las oraciones declarativas o afirmativas en achagua pueden ser construidas en dos esquemas diferentes:
1. Con dos sintagmas o esquema bifurcado en sujeto y predicado, que puede ser:
- Predicado verbal, con una construcción típica Sujeto Verbo Objeto (SVO):

/ auli tuyeeri cuita /
{auli / tuje-eri / kuita}
//perro/cuida-singular/casa// (enlace roto disponible en Internet Archive; véase el historial, la primera versión y la última).
"el perro cuida la casa"
- Predicado nominal, en el cual el complemento nominal puede preceder al sufijo verbal:

/ lija achaguajoo /
{li-ja / aʧagua-ho: }
//3a.persona-base (enlace roto disponible en Internet Archive; véase el historial, la primera versión y la última). pronominal / achagua-futuro//
"él será achagua"
Los verbos ser o estar no se presentan explícitos, sino se sobreentienden, en tanto el predicado es un sintagma nominal:
/ aamaca cabaarai /
{a:maka / kaba:ra-i}
//hamaca (enlace roto disponible en Internet Archive; véase el historial, la primera versión y la última). / blanco-masculino//
"(la) hamaca (es) blanca"
2. Con un solo sintagma de núcleo verbal con prefijos de persona y sufijos de marca verbal o esquema compacto, solamente predicado:
/ núbasani /
{nu-basa-ni}
//1a.persona-golpear-objeto (enlace roto disponible en Internet Archive; véase el historial, la primera versión y la última). 3a.persona//
"Yo lo golpeé"

## Fonología
Registra 5 vocales, cada una con la correspondiente vocal larga y 16 consonantes.

### Vocales
Presenta una vocal larga por cada vocal común
|          | Anteriores | Centrales | Posteriores |
| -------- | ---------- | --------- | ----------- |
| Cerradas | i i:       |           | u u:        |
| Medias   | e e:       |           | o o:        |
| Abiertas |            | a a:      |             |

### Consonantes
|             |             | labial | dental | alveolar | prepalatal | velar | glotal |
| ----------- | ----------- | ------ | ------ | -------- | ---------- | ----- | ------ |
| oclusivas   | sordas      | p      |        | t        |            | k     | ʔ      |
| oclusivas   | sonoras     | b      |        | d        |            |       |        |
| nasales     | nasales     | m      |        | n        |            |       |        |
| fricativas  | fricativas  |        |        | s        | ʃ          |       | h      |
| africadas   | africadas   |        |        |          | ʧ          |       |        |
| vibrante    | vibrante    |        |        | ɾ        |            |       |        |
| lateral     | lateral     |        |        | l        |            |       |        |
| aproximante | aproximante | w      |        |          | j          |       |        |